# Krusensterniella pavlovskii
Krusensterniella pavlovskii  (лат.) — вид рыб из рода Krusensterniella (Schmidt, 1904) семейства бельдюговые (Zoarcidae). Эндемик морских вод у юго-востока Камчатки. Был описан в 1955 году Анатолием Петровичем Андрияшевым. Встречаются на глубине 53—160 м. Самцы достигают 12,5 см. 